# Roy Willox
Roy Willox (* 31. August 1929 in Welwyn (Hertfordshire); † 25. November 2019) war ein britischer Jazzmusiker (Altsaxophon, auch Klarinette und Flöte).

## Leben und Wirken
Willox wurde 1929 in eine musikalische Familie geboren. 1945/46 entstanden erste Aufnahmen mit Arthur Greenslade und Ronnie Verrell. 1945 spielte er für kurze Zeit bei Johnny Claes und war dann bei anderen namhaften Bands tätig, bevor er von September 1950 bis August 1955 zum Orchester von Ted Heath gehörte. In dieser Zeit arbeitete er zudem in einer Band mit Keith Christie. Es folgte eine Zusammenarbeit mit Jack Parnell und anderen Bands mit umfangreichen freiberuflichen Tätigkeiten wie Fernsehen, Rundfunk und Theater. Im Bereich des Jazz gehörte er in den 1960er- und 1970er-Jahren zu der Band von Harry South und kehrte in dieser Zeit gelegentlich zur Heath-Band zurück. Sein Hauptinstrument war das Altsaxophon, auf dem sein Klang und Stil als „ähnlich wie bei Lee Konitz“ beschrieben wurden. Er spielte in den 1990er- und 2000er-Jahren, zuerst mit der Ted-Heath-Band (dann unter der Leitung von Don Lusher) und bis zum letzten Konzert 2007 in Lushers eigener Bigband. Willox spielte auch beim Abschiedskonzert der Ted-Heath-Bands in der Londoner Royal Festival Hall im Jahr 2000.
In seinen späteren Jahren arbeitete Willox noch bei Kenny Baker, im Robert Farnon Orchestra und in Laurie Johnson’s London Big Band; 2009 mit der All-Star-Formation The Allan Ganley Jazz Legacy. Im Bereich des Jazz war er laut Tom Lord zwischen 1951 und 2016 an 156 Aufnahmesessions beteiligt, u. a. mit Cleo Laine, Larry Page, George Chisholm, Beryl Bryden, Johnny Keating, Tubby Hayes, Kenny Clare, Dudley Moore, Louie Bellson, The London Jazz Chamber Group, Michel Legrand, Phil Woods und zuletzt mit der Len Phillips Big Band. Als Sessionmusiker ist er außerdem bei Aufnahmen von Bert Kaempfert, Tiny Tim (Live! At the Royal Albert Hall) und Harry Nilsson (A Little Touch of Schmilsson in the Night, 1973) zu hören.